# Sean Maguire (fodboldspiller)
Sean Maguire er en irsk fodboldspiller der spiller for den engelske Championship club Preston North End F.C.